# Norbert Rüther
Norbert Rüther (* 29. August 1950 in Menden) ist ein ehemaliger SPD-Politiker und Psychiater.

## Biografie
Der aus dem Sauerland stammende Psychiater und ehemalige Chefarzt für Psychiatrie im Landeskrankenhaus Langenfeld lebt seit 1970 in Köln. Dort begann er eine Karriere als Parteifunktionär der SPD. Gemeinsam mit Klaus Heugel hatte er einen großen Einfluss innerhalb des Kölner Ortsverbandes.
1999 erfolgte die Wahl Rüthers zum Nachfolger von Anke Brunn als Vorsitzender des SPD-Bezirkes Mittelrhein. Er wurde am 14. Mai 2000 als Direktkandidat des Wahlkreises 15 Köln I in den Landtag Nordrhein-Westfalen gewählt. Rüther war bis in das Jahr 2002 auch Vorsitzender der SPD-Fraktion im Rat der Stadt Köln. Er arbeitete in der Institutsambulanz für Psychiatrie im St. Antoniuskrankenhaus Wissen und lebt in Köln.

## Kölner Müllskandal
Hauptartikel: Kölner Spendenaffäre
Rüther legte am 4. März 2002 sämtliche Ämter wegen seiner Verwicklung in den Parteispendenskandal der Kölner SPD im Zusammenhang mit dem Bau einer Müllverbrennungsanlage nieder. Der Politiker wurde im Juni 2002 zusammen mit Karl Wienand und dem Unternehmer Hellmut Trienekens aus Viersen von der Kölner Staatsanwaltschaft unter dem Verdacht der Steuerhinterziehung und der Beihilfe zur Bestechlichkeit verhaftet und legte ein umfassendes Geständnis ab. Damit wurde das wahre Ausmaß der illegalen Parteispenden offenkundig. Von den insgesamt 830.000 DM, die Rüther zwischen 1994 und 1999 entgegengenommen hatte, war der Verbleib von 511.000 DM feststellbar. Den Fehlbetrag von 319.000 DM hatte Rüther nach eigener Aussage zur Deckung von Wahlkampfkosten verwendet. Gegen eine Kaution kam er wieder auf freien Fuß und trat aus der Partei aus.
Im zweiten Prozess um die Bestechung beim Bau der Müllverbrennungsanlage in Köln wurde Norbert Rüther am 1. September 2005 vom Landgericht Köln wegen Bestechlichkeit und Beihilfe zur Bestechlichkeit zu 27 Monaten Haft verurteilt. Rüther hatte zugegeben, vom früheren Müllunternehmer Hellmut Trienekens 75.000 Euro in bar und ohne Quittung angenommen und an die Kölner SPD weitergeleitet zu haben, aber bestritten, als Gegenleistung Interessen von Trienekens vertreten zu haben. Der Bundesgerichtshof erklärte im Juli 2006 die im Zusammenhang mit dem Spendenskandal der Kölner SPD verhängte Haftstrafe als hinfällig. Nachdem der Prozess neu aufgerollt worden war, erhielt Rüther am 7. August 2008 wegen Beteiligung an Bestechlichkeit und Abgeordnetenbestechung 18 Monate Haft auf Bewährung.